# Kamionka (powiat lubartowski)
Kamionka – miasto w Polsce, położone w województwie lubelskim, w powiecie lubartowskim, na Wysoczyźnie Lubartowskiej, nad strugą Parysówką. Siedziba miejsko-wiejskiej gminy Kamionka. Leży w historycznej Małopolsce, w ziemi lubelskiej.
Prywatne miasto szlacheckie, lokowane ok. 1450–1458. W drugiej połowie XVI wieku Kamionka leżała w powiecie lubelskim, w województwie lubelskim. Prawa miejskie utraciła 13 stycznia 1870 r.. Miejscowość uzyskała ponownie status miasta 1 stycznia 2021 r..
1874–1954 siedziba gminy Kamionka, 1954–1972 gromady Kamionka, a od 1973 ponownie gminy Kamionka. W latach 1975–1998 miejscowość należała administracyjnie do województwa lubelskiego.

## Historia

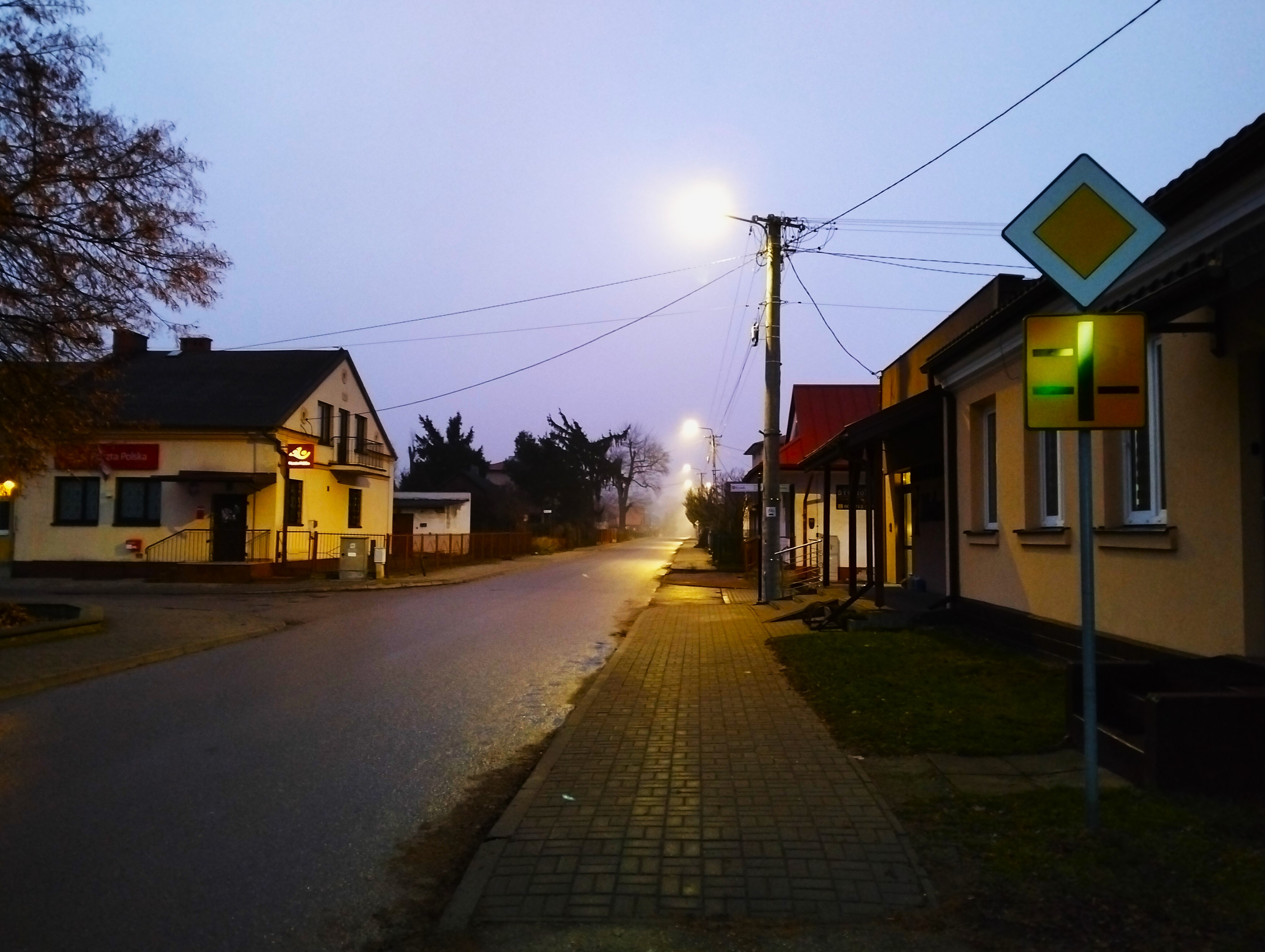
Zmierzch na Rynku w Kamionce

Najstarsza zachowana wzmianka o mieście Camon’ka pochodzi z 1415 roku.
W 1450 r. Jan z Oleśnicy za zgodą króla Kazimierza IV Jagiellończyka przekształcił system prawny miasta z prawa polskiego na niemieckie, co bardzo poprawiło sytuację ekonomiczną i prawną mieszkańców.
W XVI wieku ponownie rozmierzono miasto i zbudowano ratusz. W umieszczonej w Księdze Sądowej Miasta Kamionki z ziemi Lubelskiej 1481-1559 wzmianki z 11 lipca 1544 r. wynika, że w Kamionce znajdował się dwór należący do ówczesnego właściciela miasta Andrzeja z Górki. W 1656 r. Kamionka została splądrowana i spalona przez wojska szwedzkie. Wtedy straciła m.in. dawne przywileje królewskie. Jacek Michałowski – ówczesny właściciel, starosta krzepicki, przywilejem Jana II Kazimierza z 1659 r. przywrócił miastu prawo magdeburskie. Nękające miasteczko epidemie zdziesiątkowały ludność, a pożary w 1806 i 1845 r. zniszczyły jego zabudowania. Powstanie styczniowe było dla miasta wielkim ciosem: wielu mieszkańców zginęło w bitwach i potyczkach, wielu innych aresztowano i wywieziono na Syberię.
13 stycznia 1870 r. pozbawiono Kamionkę praw miejskich. Otrzymała status osady i stała się siedzibą gminy.
27 stycznia 2020 roku, Radni Rady Gminy Kamionka podjęli uchwałę w sprawie przeprowadzenia konsultacji społecznych, w przedmiocie odzyskania praw miejskich przez Kamionkę, które zakończyły się 16 marca 2020. 72,04% głosujących opowiedziało się za odzyskaniem praw miejskich, 12,73% przeciw, 14,60% wstrzymało się od głosu, 0,63% głosów nieważnych. Kamionka uzyskała ponownie status miasta 1 stycznia 2021 r.

## Zabytki
- Kościół parafialny pod wezwaniem św. św. Piotra i Pawła – murowany kościół wzniesiony pod koniec XV w. lub początku XVI, najstarszy w powiecie lubartowskim, należy do najstarszych w województwie lubelskim. Zachował swoją gotycką bryłę, przez co na Lubelszczyźnie jest unikatem. W drugiej połowie XVI w. użytkowany przez ewangelików reformowanych (kalwinów).
- Kaplica grobowa rodziny Weyssenhoffów z 1848, miejsce pochówku m.in. zasłużonego dla Polski gen. Jana Weyssenhoffa, uczestnika insurekcji kościuszkowskiej, wojen napoleońskich i powstania listopadowego; adiutant gen. Jana Henryka Dąbrowskiego.
- Zabytkowe domy mieszkalne i budynki gospodarskie
- Cmentarz rzymskokatolicki: kaplica grobowa rodziny Zamoyskich z lat 1890–1893 oraz zabytkowe nagrobki
- Cmentarz żydowski
- miejsce po zamku należącym w XVI wieku do Szamotulskich, a potem w XVII wieku do Orzechowskich. Zamek spalili w 1649 roku Kozacy podczas Powstania Chmielnickiego[16]. Zamek był murowany, dwukondygnacyjny, trójdzielny[16].

## Galeria

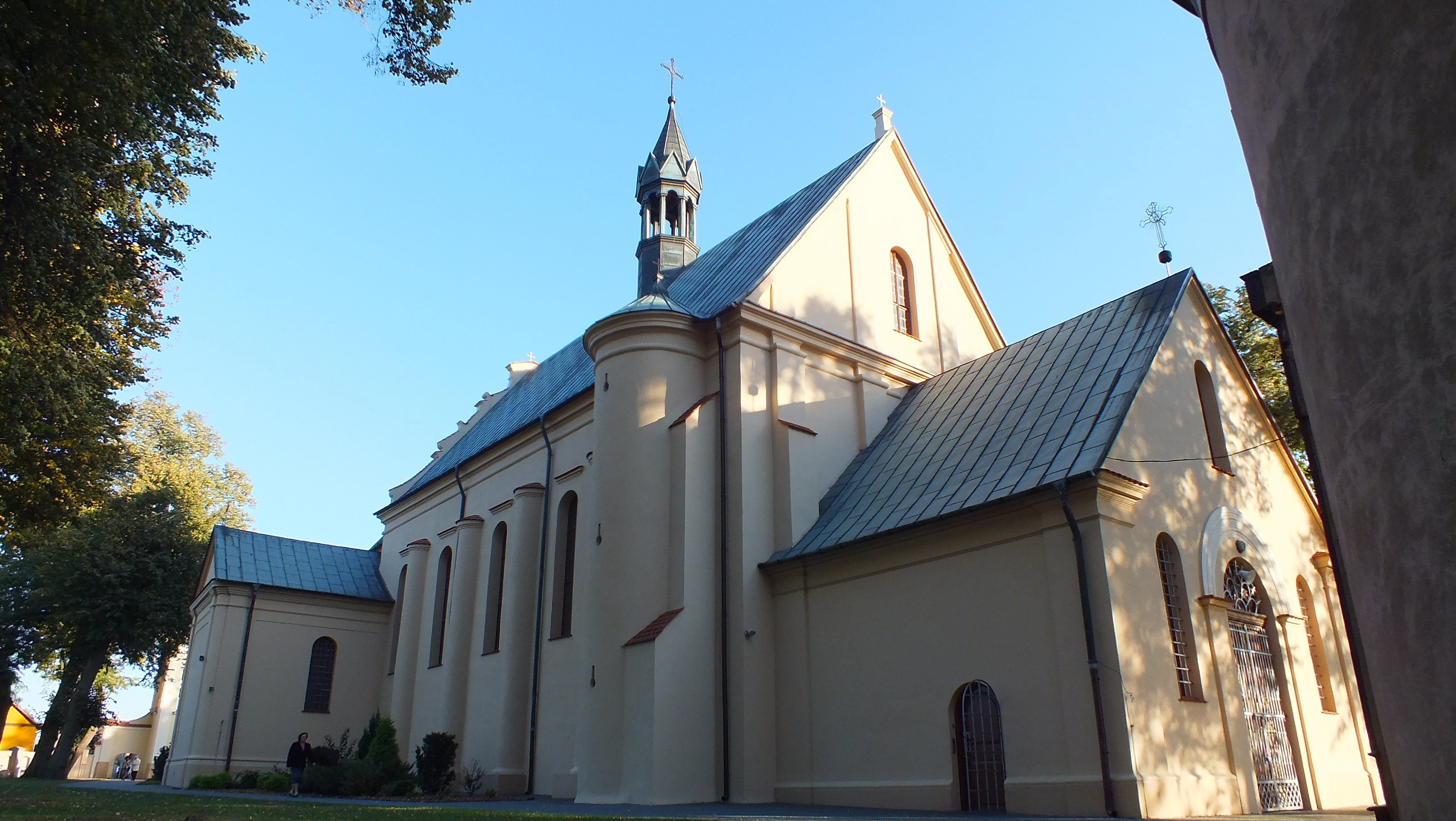
Kościół pw. św. św. Piotra i Pawła
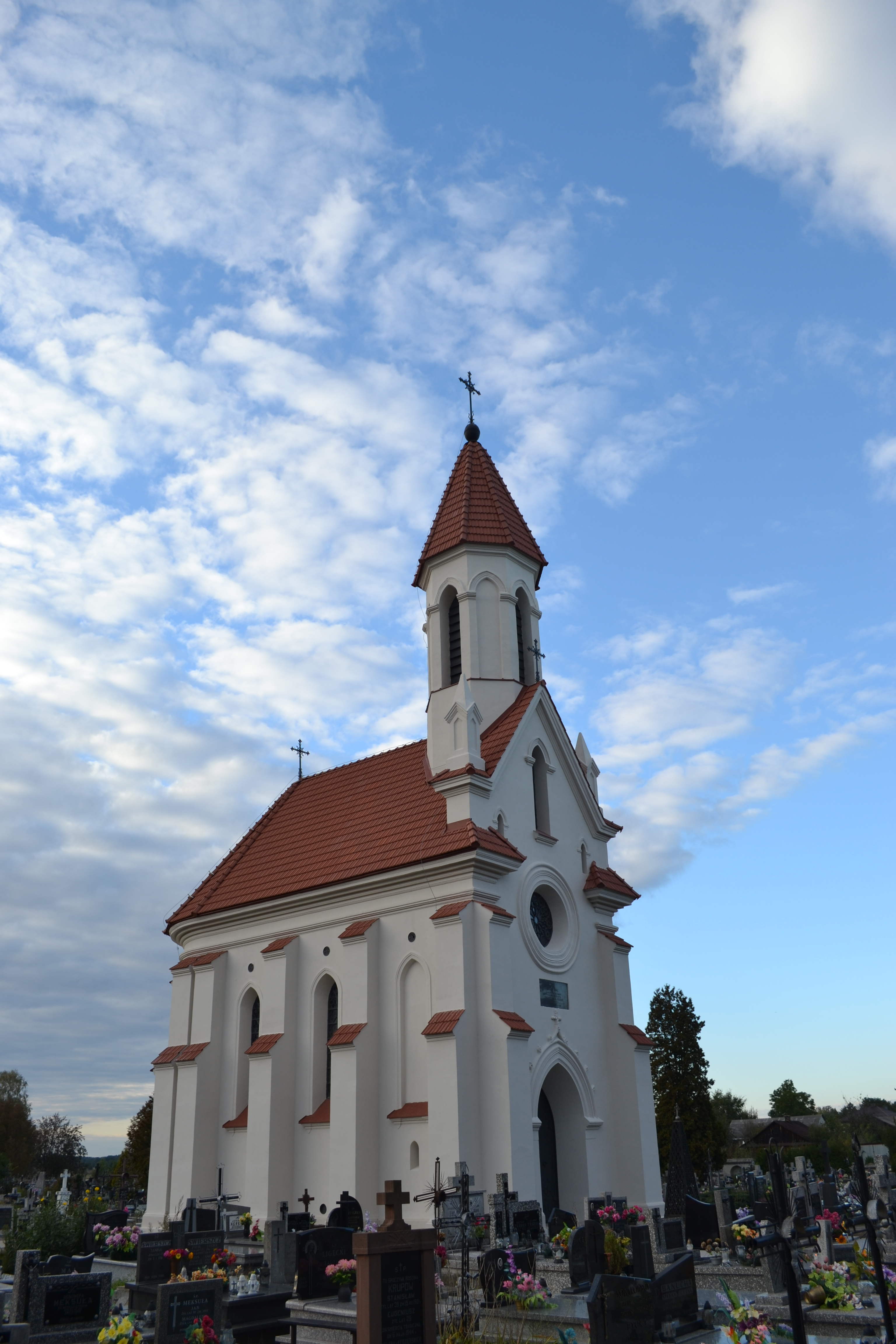
Kaplica grobowa Zamoyskich na cmentarzu parafialnym (1890-93)
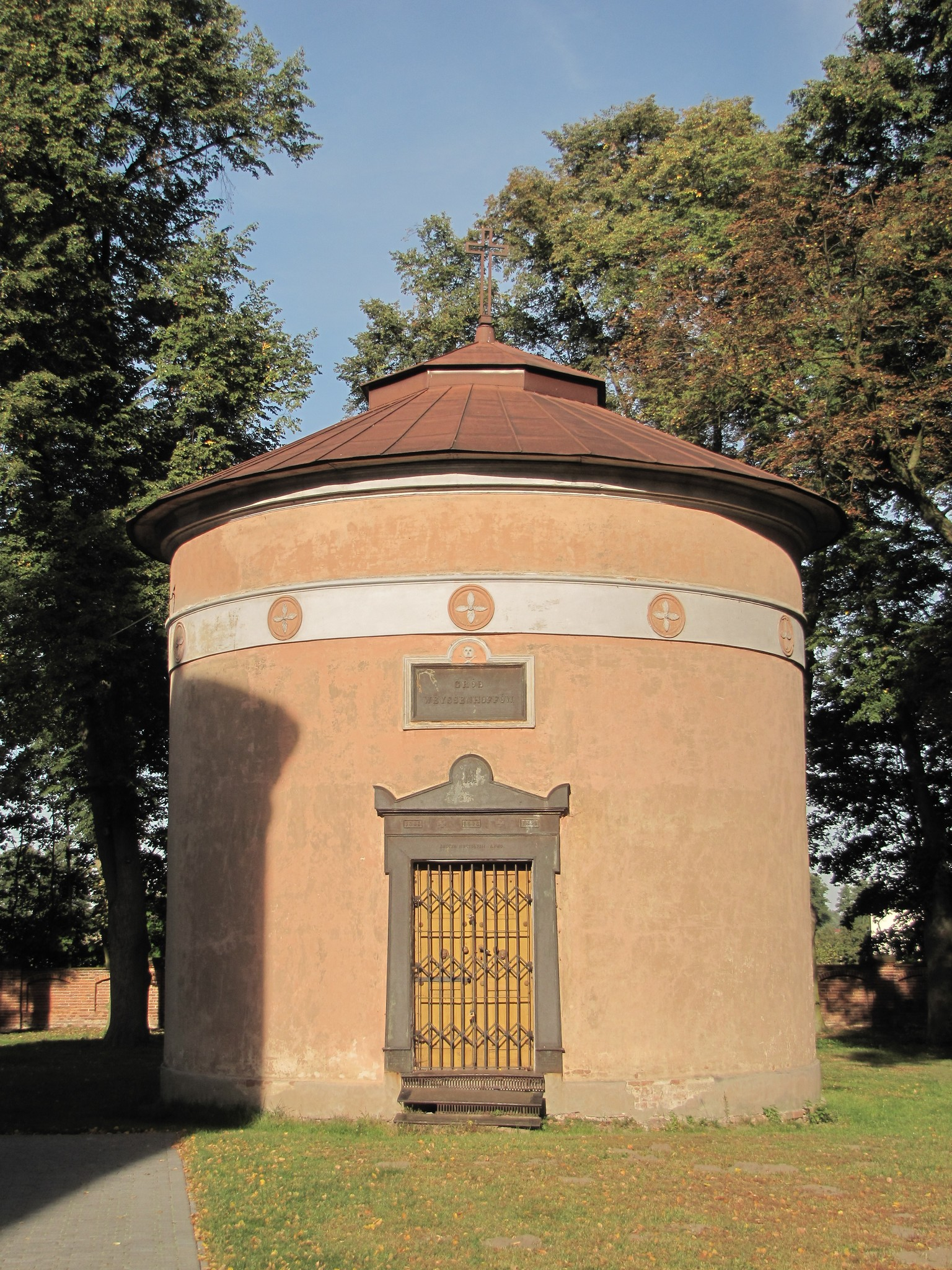
Kaplica grobowa rodziny Weyssenhoffów

## Części miejscowości
| SIMC    | Nazwa        | Od 2021                      |
| ------- | ------------ | ---------------------------- |
| 0382496 | Grabowy Las  | część wsi Ciemno             |
| 0382504 | Kokosz       | część wsi Kierzkówka-Kolonia |
| 0382510 | Krzywy Dąb   | część wsi Ciemno             |
| 0382527 | Laski        | przysiółek wsi Ciemno        |
| 0382533 | Nowy Skrobów | część wsi Siedliska          |
| 0382540 | Ostrów       | część wsi Samoklęski         |
| 0382579 | Polny Młyn   | część wsi Kierzkówka         |
| 0382585 | Stare Pole   | część wsi Kozłówka           |